# Euryglottis oliver
Euryglottis oliver là một loài bướm đêm thuộc họ Sphingidae. Loài này có ở Peru.